# Joe Walsh (homme politique américain)
Pour les articles homonymes, voir Walsh.
William Joseph « Joe » Walsh, né le 27 décembre 1961, est un homme politique américain, membre du Parti républicain et représentant du huitième district de l'Illinois à la chambre des représentants des États-Unis de 2011 à 2013.

## Biographie

### Carrière politique
Candidat aux élections législatives de 1996 dans le neuvième district de l'Illinois, Joe Walsh est battu largement par le représentant sortant Sidney Yates.
Deux ans plus tard, il tente sans succès de se faire élire à la Chambre des représentants de l'Illinois.
Après avoir devancé cinq concurrents républicains dans une primaire serrée, il est investi par son parti pour affronter la démocrate Melissa Bean. Après deux semaines de recomptage des voix, il est finalement déclaré vainqueur avec un peu moins de 300 voix d'avance. 
Il est proche du mouvement Tea Party. Il rejoint d'ailleurs la coalition Tea Party à Chambre des représentants dès sa prise de fonction. 
Candidat à sa réélection en 2012, Walsh est battu par la démocrate Tammy Duckworth.
À quelques jours de l'élection présidentielle de 2016 il écrit sur Twitter que le 8 novembre il votera pour Donald Trump et que « le 9 novembre, si Trump a perdu, il se saisira de son mousquet ». Interrogé par CNN il se défend toutefois avoir voulu dire que les partisans de Trump devaient recourir aux armes en cas de défaite de ce dernier.
En 2019, il se présente contre Donald Trump à la primaire du Parti républicain en vue de l'élection présidentielle de 2020 mais il se retire de la course le 7 février, après avoir récolté seulement 1 % des suffrages lors du caucus de l'Iowa. Le 18 mars, il annonce avoir voté lors des primaires démocrates en faveur de Joe Biden.
En juin 2025, il annonce formellement rejoindre le Parti démocrate.